# Trichurus terrophilus
Trichurus terrophilus är en svampart som beskrevs av Swift & Povah 1929. Trichurus terrophilus ingår i släktet Trichurus och familjen Microascaceae.   Inga underarter finns listade i Catalogue of Life.